# Франке, Август Герман
Август Герман Франке (нем. August Hermann Francke; 22 марта 1663, Любек — 8 июня 1727, Галле) — немецкий богослов и педагог, один из вдохновителей и активных деятелей пиетистского движения.

## Биография
Учился в Эрфурте и Киле; изучил в Гамбурге древнееврейский язык. В 1685 году открыл при Лейпцигском университете ряд курсов и, вместе с Михаэлисом, собрал кружок магистров (collegium philobiblicum) для основательного изучения Священного Писания в оригинале, а также классических языков, находившихся в сильном запущении у тогдашних богословов. 
В 1687 году Франке, по собственному свидетельству, окончательно «обратился к Богу» и пришёл к мысли о необходимости исправить испорченное общество путём воспитания детей. Он практически ознакомился с преподаванием в основанных по его инициативе священником Винклером школах для бедных детей в Гамбурге (1688). Около того же времени он тесно сблизился с Шпенером, основателем пиетистического богословия. Лейпцигский богословский факультет воздвигнул гонение против пиетистов, привлекавших в свои аудитории множество слушателей. Сторонники нового направления резко выделялись не только своей набожностью, но и костюмом, и строгой жизнью, граничившей с подвижничеством. Враги стали распускать по поводу «новой секты» самые нелепые слухи и добились того, что над Франке и его друзьями нарядили формальное следствие. Несмотря на оправдание Франке, ему было воспрещено чтение библейских курсов, богослову пришлось ограничиться чтением курса «о воспитании и обучении детей и юношей». Страстная ненависть цеховых университетских профессоров вызвана была опасением, что новаторы окончательно подорвут кредит традиционной библейской экзегезы. 
В 1689 году Франке поселился в Эрфурте и стал собирать массу слушателей в Августинскую церковь, при которой состоял проповедником. При Эрфуртском университете не было богословского факультета, но Франке занимался частным образом с кружком студентов, отчасти последовавших за ним из Лейпцига, отчасти перешедших из Иены. Предметами занятий были герменевтика и прочитанный уже в Лейпциге курс педагогики и дидактики. Огромное влияние, приобретённое Франке, испугало и здешних ортодоксальных теологов, по наущению которых курфюрст майнцский, к владениям которого принадлежал Эрфурт, повелел городскому совету уволить священника августинской церкви и доцента университета, «производящего своим пиетизмом смуту и вред». В сентябре 1691 года Франке получил отставку, с приказанием в 48 часов оставить город. Это событие произвело большое впечатление в Германии, так как Франке в то время пользовался уже широкой популярностью.

## Работа в университете Галле
По рекомендации Шпенера Франке получил профессуру греческого и восточных языков во вновь учреждавшемся университете Галле и место пастора в Глауха, подле Галле (1692). Как ни важна деятельность Франке как профессора в передовом Галльском университете, богословский факультет которого всецело подчинился духу пиетизма, но она отступает на задний план перед его деятельностью как теоретического и практического педагога и создателя многочисленных благотворительных и учебно-воспитательных учреждений, существующих по настоящее время. Характерна для мировоззрения Франке его непримиримая вражда с философом Христианом Вольфом, которого он считал атеистом и губителем юношества. В итоге Вольфу философу пришлось покинуть университет. Как сильно росло влияние Франке и пиетизма — можно усмотреть из того обстоятельства, что когда ему пришлось для поправления здоровья поехать в Южную Германию, то население встретило его как триумфатора. 8 июня 1727 года Франке скончался, оставив заметный след в истории педагогики вообще и немецкой культуры Германии в частности.

## Педагогическая деятельность
Обширные учреждения Франке, всецело обязанные своим существованием его таланту, неутомимой энергии и глубокой вере в Провидение, вышли из очень скромных начинаний. В 1694 году Франке стал учить катехизису нищих, приходивших раз в неделю за милостыней. В 1695 году на несколько талеров, пожертвованных одной благочестивой дамой, возникла школа для бедных детей: Франке купил на 2 талера учебников, а на остальные деньги нанял студента, который за плату в 6 зильбергрошей в неделю обязался заниматься с детьми по два часа в день. Спустя некоторое время появились и платные ученики — дети зажиточных горожан; через несколько месяцев числилось уже около 60 учеников. Впоследствии городскую школу (для своекоштных) совершенно отделили от школы для бедных. В том же 1695 году возникло и среднее учебное заведение (по немецкой терминологии — Höhere Schule), в виде так называемого Pädagogium, с 1702 году получившего привилегии казённого заведения и наименование Pädagogium regium, но не потерявшего своего частного характера. Дворяне охотнее отдавали своих сыновей в «Педагогиум», чем в дорогие «рыцарские академии»; принимались также и дети богатых граждан. Рядом с «Pädagogium» образовалась впоследствии латинская школа (Lateinschule) для сыновей горожан из Галле и способнейших питомцев приюта. Получив в 1695 г. 500 талеров для вспомоществования бедным студентам, Франке употребил их на устройство 2 «даровых столов» для 24 студентов, из числа которых вербовались преподаватели школы; в 1697 году можно было устроить ещё 2 стола. Все это учреждение, названное Seminarium praeceptorum, имело, таким образом, характер благотворительный и соответствовало принципу Франке, что преподавание — лучшая подготовка для будущего священника. Заметив, что благотворное влияние школы на детей улетучивается при соприкосновении их с «греховным миром», Франке стал принимать сирот на полное иждивение; в конце 1695 году их было 9, со студентом-надзирателем во главе. Благодаря широкому приливу пожертвований  сиротский дом в 1701 году мог перейти в собственное обширное здание и сделался центром всех прочих учреждений. В это время приют состоял уже из 12 классов и воспитывал 130 сирот. Все 30 преподавателей получали при приюте полное содержание. Король Фридрих-Вильгельм I даровал приюту и школам широкие привилегии; педагогиум пользовался его особым покровительством, считаясь на правах «аннекса» университета. Преподаватели были освобождены от всех повинностей и получили преимущественное право на бенефиции и стипендии, на вакантные преподавательские должности в казённых учебных заведениях и на духовные должности. Многие учебные заведения в прусских владениях были преобразованы в духе пиетической педагогики, имели руководителей из числа учеников и последователей Франке и пользовались учебниками, составленными в приюте. В год смерти Франке во всех созданных им учреждениях числилось уже 2200 учащихся: в педагогиуме 82, в латинской школе 400, в «немецких» (начальных) школах 1725 учеников и учениц; в приюте воспитывались 100 мальчиков и 34 девочки. Учебно-воспитательный персонал состоял из 8 инспекторов, 10 надзирателей и надзирательниц и 167 учителей и учительниц. Не принимая непосредственного участия в обучении и воспитании, Франке соединял, однако, в своих руках все нити управления, получая ежедневно отчет от инспекторов. Искусный в выборе помощников, Франке полагался на них вполне. Обширные здания, светлые классы и дортуары, сады, отличная питьевая вода и здоровая пища требовали значительных издержек, которые покрывались отчасти доходами от собственной аптеки, типографии и книготорговли, но, главным образом, пожертвованиями, притекавшими из разных протестантских стран Европы. Кроме питомцев сиротского дома, даровое пропитание получали 255 студентов и, кроме того, утренний стол — 148, вечерний — 212 бедных учеников. Весь строй жизни громадного учреждения направлялся по весьма подробным инструкциям, выработанным Франке.

## Принципы образовательной системы Франке
Пиетизм возник как реакция против застывшего в сухом формализме ортодоксального лютеранства, как реакция чувства против односторонней заботы о чистоте вероучения. Кроме стремления к самоусовершенствованию и к преобразованию церкви во имя нравственного принципа, пиетистам присуще аскетическое осуждение всех мирских удовольствий и равнодушие к науке и государству. Это — не дальнейшее развитие лютеранства, а скорее возвращение к средневековому миросозерцанию. Педагогика, возникшая на почве этого движения, не могла привести к развитию педагогических идей Реформации и ещё менее — к оживлению жизнерадостного и оптимистического гуманизма. Лютеранство рассматривало школу как воспитательное орудие, как светское учреждение, действующее в интересах не только церкви, но и общества и государства. Пиетистическая педагогика возвращается к мысли вырвать детей из рук светского общества и государства и воспитать их в интересах «церкви в церкви» (ecclesiola in ecclesia). И цель у пиетистов другая. Лютер желал сделать молодых христиан добрыми людьми, добрыми гражданами и полезными слугами государства, пиетисты же видели свою задачу в обращении детей грешного мира к пиетизму. Педагогические взгляды Франке изложены в его сочинении «Kurtzer und e infaltiger Unterricht, wie die Kinder zur wahren Gottseligkeit und christlichen Klugheit anzufü hren sind». Частная школа и домашнее воспитание, по Франке, — лучшие орудия воздействия, вследствие чего им и основан был сиротский дом, вокруг которого группировались все школы и учреждения. Здесь дети и их преподаватели были вполне в руках его. Чтобы возможно полнее отделить своих учеников от соприкосновения с испорченным миром, Франке заставлял их приходить в школу ежедневно, не исключая праздников и воскресных дней. Никаких каникул не полагалось, потому что каждая свободная от учения минута утилизировалась для насаждения набожности и полезных знаний. Оправдывалось это отчасти тем обстоятельством, что к Франке попадали дети из низших слоев общества и на поддержку семьи трудно было рассчитывать. Совершенно в духе времени педагогика Франке соединяла набожность с утилитаризмом. Воспитывая для неба, он не забывал и земли — и снабжал своих питомцев полезными знаниями и навыками. Дидактика его также основана на утилитарном принципе: побольше сведений и возможно кратким путём. Самое видное место в учебных планах всех типов школ занимал Закон Божий, так как имелось в виду преимущественно приготовить «к живому познанию Бога и Христа и к истинной христианской мудрости». Из 7 ежедневных учебных часов в «немецких» (начальных) школах 3-4 часа посвящались Закону Божьему, не считая участия в богослужении, катехизации и молитвах. Кроме того, ученики начальных школ обучались чтению, письму, составлению писем, счёту и церковному пению. Реальных предметов не было, но во время прогулок детям сообщались полезные сведения по ботанике, физике и истории. Девочки обучались разным рукоделиям. Кроме того, детей занимали работами в саду, в огороде и во дворе. Всякие игры были запрещены, «как суета и безумие, отвлекающие от Бога; не в земных удовольствиях, но во Христе должны искать дети утеху». В «приюте» не желали считаться с детской натурой и насиловали её, возвращаясь к монастырскому режиму, осуждённому Лютером. Дисциплина, основанная на признании испорченности человеческой натуры, была очень строга: детей подвергали постоянному надзору и никогда не оставляли одних; чтобы сломить злую волю и самостоятельность, применялась целая система взысканий, среди которых телесное воздействие занимало одно из видных мест. Похвалы, поощрения и награды были строжайше запрещены. Тот же дух царил и в прочих школах. «Педагогиум» сделался образцовой учёной школой, не стеснённой традициями и официальными программами.

## Языкознание
Взгляд на произведения классических авторов был чисто пиетистический: «к чему сочинения греков, написанные в часы досуга для досужих людей, к чему сказки их поэтов, спекуляции их философов и речи ораторов, обращенные к праздной толпе бездельников на афинском рынке?» *
- Латынь была главным предметом в педагогиуме и латинской школе после Закона Божьего; ей отводили ежедневно по 3,5 часа и стремились научить питомцев свободно писать и говорить на этом языке. Под страхом строгих взысканий ученикам запрещалось говорить на другом языке, кроме латинского; но латинская грамматика была составлена на немецком языке, что было весьма разумным нововведением. Чтение писателей (Непот, Цезаря, писем Цицерона и его трактата «De officiis») занимало второстепенное место рядом с упражнениями в разговоре, письме, произнесении речей и т. д. Поэты не читались вовсе, а заменялись Пруденцием и хрестоматией из отрывков невинного содержания. Кроме того, раз в неделю читали латинскую газету лейпцигского издания, причём происходили беседы по географии, истории, генеалогии и геральдике.
- Греческий язык проходился исключительно для понимания Нового Завета; главным пособием служил оригинальный текст Священного Писания, причём, как только слушатели выучивались читать, немедленно приступали к дословному переводу, который велся с такой настойчивостью, чтобы все ученики понимали каждое слово; попутно заучивались слова, обороты речи, парадигмы и т. д. Преподавание языков имело не систематический, научный, а практический характер; галльская дидактика приближается к правилам Ратихия. Из греческих писателей в Галле читались Макарий, апокрифы, Эпиктет, «Bibliotheca patrum Ittigii», речи Демосфена, Плутарх и т. д.
- Иврит изучался по Ветхому Завету. В педагогиуме изучали и французский язык, причём пособиями служили Новый Завет, французские газеты и т. п. Некоторых молодых дворян ради французского языка освобождали от изучения греческого.
- Немецкому языку отведено было одно из второстепенных мест, но все-таки гораздо большее, чем у старых гуманистов; чтобы ознакомиться с «немецким стилем» (stilus germanicus), молодые люди усердно упражнялись в орфографии, составлении писем, произнесении небольших речей и т. п.

## Другие предметы
Каллиграфии, географии, истории, арифметике и геометрии посвящалось по одному недельному часу в продолжение полугодия.
Оригинальным нововведением у Франке было то, что вместо прежней неподвижной классной системы Штурма для каждого предмета образованы были отделения, в которых учащиеся распределялись сообразно с успехами. Это нововведение, во многих отношениях очень практичное, нашло в XVIII веке сторонников и подражателей, пока не было вытеснено вновь казённой классной системой, почти неразрывно связанной с вопросом о правах и единообразии.
География сводилась главным образом к описанию Палестины и Германии.
История распадалась на историю Ветхого и Нового Заветов, к последней примыкал очерк событий христианского периода. На уроках истории употреблялись так называемые мнемотехнические картины и таблицы. Кроме арифметики и геометрии, рекомендовалось и землемерное искусство (практические упражнения в саду), механика, архитектура и другие полезные сведения.
Для рекреации учеников водили в мастерские ремесленников и художников. Музыка, рисование и  естествоведение также рассматривались как рекреационные предметы. Летом преимущественно занимались ботаникой в собственном ботаническом саду, зимой — зоологией и анатомией. Был и естественно-исторический музей, который миссионеры снабжали разными редкостями. Упоминаются также экспериментальная физика и астрономия.
Ученики были сильно заняты, имея сначала не менее 10, впоследствии — 8 учебных часов в день. Учреждения Франке можно с полным правом назвать домами трудолюбия. Высший класс педагогиума выделен был особо; это так называемый Selecta, ученики которой специально готовились в университет (преимущественно на юридический факультет). Программа этого класса, служившего как бы введением к университету, имела энциклопедический характер. Будущие студенты совершенствовались в латинском стиле, читали писателей, получали пропедевтические сведения по медицине, юриспруденции и философии (её истории, онтологии, логике, психологии, метафизике, морали, естественному праву и политике. Богословское преподавание в «селекте» имело целью вооружить молодых людей обильным апологетическим арсеналом против всех покушений «атеистов, деистов, натуралистов, фанатиков, индифферентных и других свободомыслящих». Самостоятельные занятия считались опасными в нравственном отношении, постоянный надзор — необходимым. Ежегодно четыре раза производился экзамен.

## Подготовка преподавательского состава
Ввиду слабой научной подготовки студентов-богословов, обучавших в школах Франке (некоторые из них не умели написать письма без грубых орфографических ошибок), Франке распорядился, чтобы они под руководством инспектора латинской школы упражнялись в орфографии, счёте, немецком стиле и чтении латинских и греческих авторов. Были изданы инструкции, предусмотревшие все мельчайшие подробности относительно жизни и научных занятий учителей (informatores), дисциплины в школе и интернате, преподавания и методов. Рекомендовался так называемый methodus erotematica: после объяснения в течение 15-30 минут учитель обязан был немедленно повторить сказанное путём вопросов и только потом двигаться дальше. Каждый учитель был обязан посещать уроки своих товарищей, знакомиться с состоянием их отделений и обучаться у них катехизации. Рекомендовалось учителям ежедневно беседовать друг с другом, а ежемесячно собираться на педагогические советы. Из общего «семинария» (Seminarium praeceptorum), объединявшего весь преподавательский персонал, Франке выделил отборную группу в 10 человек (так наз. Seminarium praeceptorum selectum), которые получали систематическую подготовку по педагогической теории и практике, занимаясь немецким, латинским и греческим языками, географией (древней, средней и новой), всеобщей историей и другими науками. Еженедельно происходили беседы и диспуты на латинском языке. Кроме того, молодые люди знакомились с методами преподавания и изучали его практически. За двухлетнюю подготовку в «семинарии» молодые люди обязывались затем 3 года преподавать в педагогии и других школах. Франке имел в виду готовить опытных и хорошо подготовленных преподавателей (что не достигалось университетскими курсами) не только для Галле, но и для других земель. Таким образом, здесь впервые был на  практике разрешен вопрос об отделении педагогической подготовки преподавателей средних учебных заведений от научной, университетской. Около того же времени (в 1698 г.) открыта в Готе первая семинария для народных учителей. К числу учреждений, созданных Франке, принадлежит ещё «восточная коллегия» (Collegium orientale) — для приготовления профессоров восточных языков и миссионеров (в инструкции упоминаются следующие языки: халдейский, сирийский, арабский, раввинский, талмудический, эфиопский и, в случае возможности, армянский, персидский, китайский, турецкий, новогреческий или польский, русский, французский, итальянский и английский). Учреждение это, во главе которого стоял ориенталист И. Михаэлис, существовало с 1702 по 1713 год.

## Состояние образовательной системы после смерти Франке
Вскоре после смерти Франке образовательный уровень его учреждений сильно снизился. Правнук Франке, Нимейер (1754—1828), произвел в них коренную реформу. Будучи рационалистом и недурным педагогом, он сделал уступки духу времени, отступив от пиетистического идеала — изменил учебный план, обновил состав преподавателей, ввел каникулы, игры и т. д. После Нимейера снова восторжествовал дух пиетизма, пока вопрос о правах не заставил примениться к правительственным требованиям. На начало XX века учреждения Франке (Francke’sche Stiftungen) состояли из школы для бедных детей обоего пола, городского училища для детей обоего пола, подготовительного к средним учебным заведениям училища, высшего женского училища, реальной и классической гимназий (бывшей латинской школы), приюта для сирот, интерната, учительской семинарии и семинарии для подготовки преподавателей средних учебных заведений.

## Критика системы Франке
Как ни обширны были учреждения Франке, но на воспитание сирот, обучение и пропитание бедняков и подготовку преподавателей он смотрел только как на часть огромного задуманного им организма (Seminarium universale), от которого он ожидал реального улучшения всех сословий в Германии и за границей, всего захваченного порчей христианского мира. При оценке деятельности Франке нужно иметь в виду, что при всем своем крупном организаторском таланте он не обладал истинной гуманностью и (что особенно отличает великих педагогов) знанием детской души. Франке всегда был мудрым начальником, но редко был хорошим наставником.